# 徐青森
徐青森（1971年7月—），男，汉族，中国共产党党员，法学博士。
曾任中国人民大学法学院副教授，中国国际私法学会理事，教育部社会科学司规划处处长，社会科学司副司长，高等教育司副司长。
2021年3月，任教育部社会科学司司长。2024年8月，兼任教育部人事司司长。
2025年4月，被任命为中华人民共和国教育部党组成员、副部长。